# Koppers (Unternehmen)
Koppers (anfangs Heinrich Koppers AG bzw. GmbH, noch später Krupp Koppers) ist ein ehemaliges Anlagenbau-Unternehmen mit Hauptsitz in Essen.
Koppers gehörte zu den weltweit führenden Unternehmen im Bau von Kokereien. Weiterhin plante und baute Koppers Anlagen zur Kohlevergasung sowie anderer Anlagen der Kohlechemie, Petrochemie und Brennstofftechnik.
Die Flugstromvergasung nach dem Koppers-Totzek-Verfahren und nach dem Shell-Koppers-Verfahren wurde von Koppers entwickelt.

## Geschichte

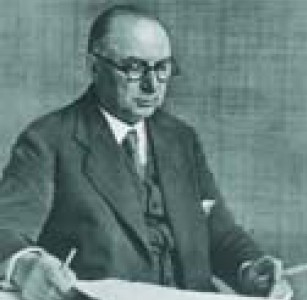
Unternehmensgründer Heinrich Koppers

Das Unternehmen wurde 1901 von Heinrich Koppers gegründet. Zuvor war er beim Kokereibauunternehmen Dr. C. Otto & Comp. (später einer der schärfsten Konkurrenten) und Hugo Stinnes tätig gewesen. Für Otto hatte Koppers diverse Verfahren und Konstruktionen entwickelt. Er machte sich selbständig, um die Patente, die er in seiner Zeit bei Otto und Stinnes angemeldet hatte, zu verwerten und weiterzuentwickeln.
Die Überlegenheit von Koppers Bauweise zeigte sich schnell und sein Unternehmen wuchs ab 1904 rasant. Über viele Jahre war Koppers ein weltweit führendes Unternehmen in der Kohletechnik und baute eine Vielzahl von Kokereien und anderen Anlagen in Deutschland und der Welt.
Das bereits 1938 von Koppers und dessen Mitarbeiter Friedrich Totzek entwickelte Koppers-Totzek-Verfahren zur Kohlevergasung kam erst nach dem Zweiten Weltkrieg ab 1947 in Versuchsanlagen zum Einsatz und entwickelte sich schnell zum Erfolg. In der Folge baute Koppers mehrere Großanlagen dieses Typs und davon abgeleiteter Typen.
Nach dem Tod von Heinrich Koppers 1941 wurde das Unternehmen u. a. von seinem Sohn Hans Heinrich Koppers weitergeführt. Das Unternehmen geriet später in finanzielle Schwierigkeiten, wurde 1974 von Krupp übernommen (Krupp Koppers, später ThyssenKrupp EnCoke) und ist heute in der ThyssenKrupp Uhde GmbH aufgegangen.

### Ableger
Im Jahre 1912 gründete Koppers eine Tochtergesellschaft in den USA, die Koppers Inc. in Chicago. Diese bearbeitete die zahlreiche Aufträge, die Koppers von US Steel erhalten hatte. Später verkaufte Heinrich Koppers das Unternehmen mit den dazugehörigen Patenten an den Investor und späteren US-Finanzminister Andrew W. Mellon, unter dessen Eigentümerschaft es nach Pittsburgh umzog. Die Koppers Inc. existiert noch heute und ist in der Kohlechemie tätig.
Ein Ableger der Koppers Inc. ist das 1960 gegründete Tochterunternehmen Sigdo Koppers in Chile. 1974 wurde dieses verkauft und heute ist Sigdo Koppers ein stark diversifizierter Mischkonzern und eines der größten Unternehmen in Chile.

## Stammsitz

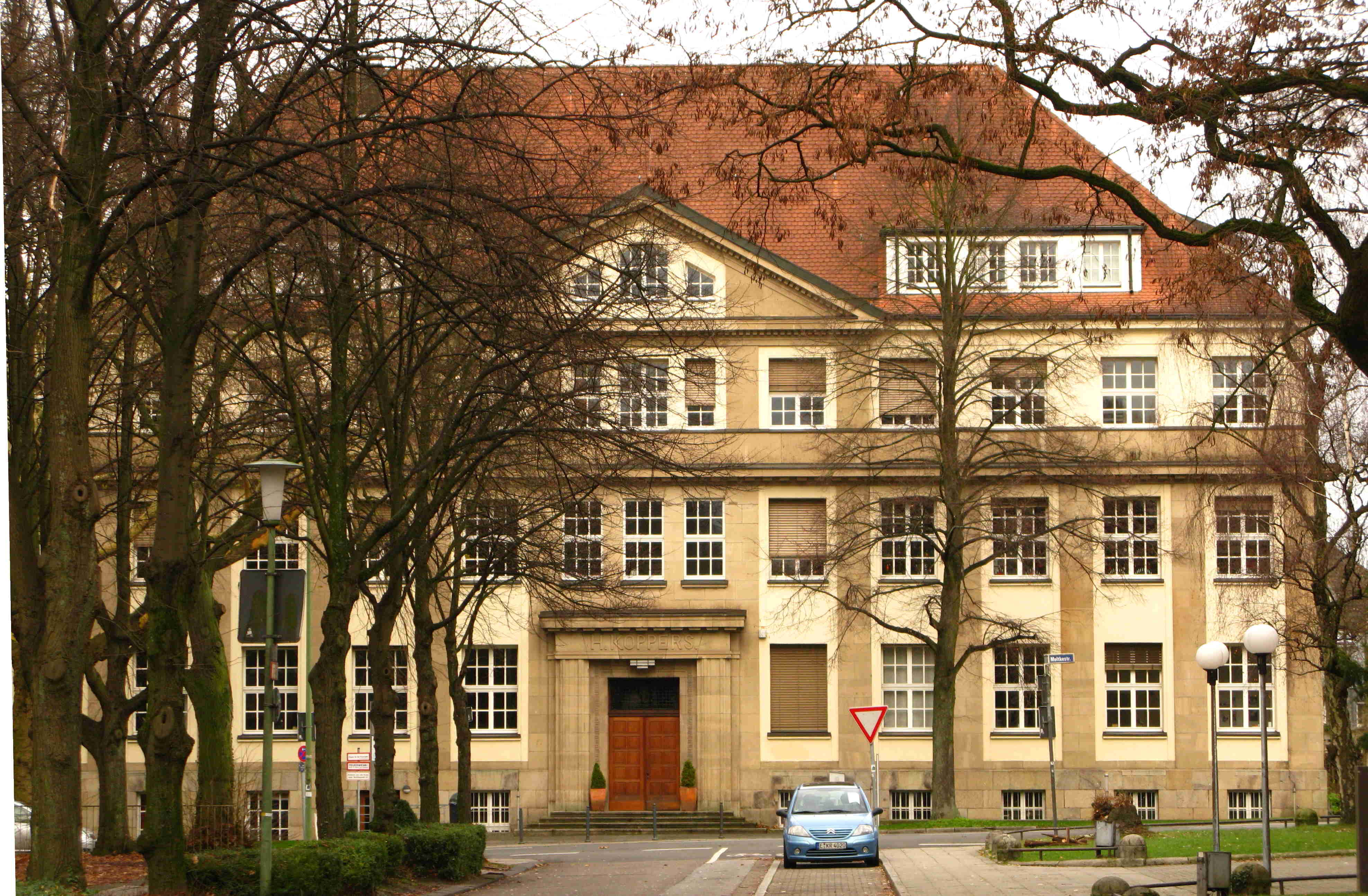
Ehemaliges Verwaltungsgebäude der Firma Heinrich Koppers

Das 1911 gebaute Verwaltungsgebäude der Firma H. Koppers an der Moltkestraße 29 im Essener Moltkeviertel wird heute als Büro- und Geschäftsgebäude genutzt. In der anschließenden Villa Koppers, Moltkeplatz 61, der Privatresidenz der Familie Heinrich Koppers, hat die International School Ruhr ihren Sitz.

## Standort Düsseldorf-Heerdt
Durch die steigenden Anforderung an die feuerfesten Auskleidungen der Öfen machte sich Koppers schon früh Gedanken, eine eigene Firma zur Herstellung von feuerfesten Steinen zu gründen. So kaufte er 1917 ein Grundstück in Orsoy am Niederrhein, in Folge der Umwälzungen nach Ende des Ersten Weltkrieges wurde das Werk jedoch nicht gebaut. Er kaufte stattdessen 1919 ein Tonwerk in Ratingen und pachtete ein Silika- und Schamottewerk in Elz (bei Limburg) zur Eigenproduktion der Ofenauskleidungen. 1922 erwarb er eine Mehrheitsbeteiligung an der Silica-Industrie Gesellschaft GmbH in Düsseldorf-Heerdt, 1927 übernahm Koppers die gesamte Firma, die Tochtergesellschaft hieß fortan Europäische Koppers P.B. Sillimanit GmbH. Das 50.000 m² große Firmengelände an der Wiesenstrasse war mit Bahnanschluss und Hafen am Rhein sehr verkehrsgünstig gelegen. In einem 140 m langem Doppelkammer-Tunnelofen wurden monatlich 4.000 t feuerfeste Steine gebrannt. Durch intensive Forschung entwickelte Koppers Sillimanitsteine, die bei einer Dauerbelastung von bis zu 1.800 °C erheblich feuerfester, als die bisherigen Schamottesteine waren. Durch vertragliche Bindungen war Koppers Alleinimporteur für den Grundstoff Cyanit aus Indien und sicherte sich damit nach eigenen Forschungsergebnissen und eigener Herstellung von feuerfesten Materialien den wirtschaftlichen Erfolg seiner Firmen.
Das Produktportfolio wurde 1928 für feuerfeste Rohre und Tiegel ausgeweitet, ein zusätzlicher Rundofen zur Produktion von jährlich 60.000 t Silikasteinen eingerichtet.
Um neue Ofentypen zu entwickeln und zu produzieren, wurde am Heerdter Standort 1930 die Wirbelstrahlbrenner Ofenbau GmbH gegründet, später (unter Abkürzung von „Wirbelstrahl“) in Koppers-Wistra-Ofenbau GmbH umbenannt. Mitte der 1930er-Jahre wurde das Firmengelände zur Steigerung der Sillimanit-Produktion ausgeweitet.
Die Firmenanlagen am Stammsitz in Essen sind im Zweiten Weltkrieg weitestgehend zerstört worden, während in Heerdt nur leichte Zerstörungen eine Wiederaufnahme der Sillimanitproduktion schon im August 1945 ermöglichten. Der allgemeine Neuaufbau der Industrieanlagen in Deutschland verhalf auch den Kopperswerken zu einem schnellen Aufstieg der Produktivität.
In Heerdt wurde das Produktportfolio nach Forschungen mit Oxidkeramik um z. B. Mahlkugeln und Flammspritzstäbe in der Koppers Fabriken feuerfester Erzeugnisse GmbH erweitert, 1956 gegenüber der Werke I und II ein Werk IV zur automatisierten Produktion feuerfester Steine errichtet. Der Einbruch der Montanindustrie in den 1960er Jahren führte bei Koppers zu einem Wandel weg von Koksöfen zu Öfen anderer Art und Entwicklung von feuerfesten Materialien aller Art, u. a. aus Zirkon- oder Thoriumoxid für Raumfahrt oder Reaktorbau. Das Forschungslabor umfasste zu der Zeit eine Fläche von 2.700 m². Die Unsicherheiten bei einer Vielzahl von Auslandsaufträgen (sie betrugen 1971 60 % der Aufträge) u. a. hinsichtlich Finanzierung und Währungsrisiko ließen die Kopperswerke nach einem Partner suchen. So übernahm der Kruppkonzern im Juni 1974 auch die in Heerdt ansässigen Konzernanteile, verkaufte die Werke in Heerdt jedoch bereits 1976 an die Boehringer-Gruppe weiter, führte fortan die Bezeichnung DYKO (Dynamidon-Koppers). 1993 wurde das Unternehmen von den Großalmeroder Tonwerken (VGT) gekauft, 1999 an Vesuvius weiterverkauft und in Vesuvius-VGT-DYKO GmbH umbenannt. Die Werke I und II wurden 2004 von der Preiss-Daimler-Gruppe übernommen, dort wurden von P-D refractories Lito GmbH-DYKO-Glass bis 2013 feuerfeste Materialien für die Glasindustrie hergestellt. Die Anlagen der Koppers-WISTRA und das Werk IV wurden 1998 stillgelegt, die Gebäude zur Ansiedlung kleinerer Firmen und Dienstleistungsbetriebe umgewandelt.